# Kot azjatycki krótkowłosy
Kot azjatycki krótkowłosy – odmiana wchodząca w skład tak zwanej grupy azjatyckiej (ang. Asian Group) obejmującej koty typu burmańskiego, ale o różnym umaszczeniu i typie sylwetki. W grupie tej znajdują się także takie rasy jak burmilla i bombajska. Koty azjatyckie krótkowłose wywodzą się z Wielkiej Brytanii. Amerykańskie federacje hodowców mają swoje koty "azjatyckie" i stosują dla nich odrębne wzorce.